# Lasclaveries
Lasclaveries är en kommun i departementet Pyrénées-Atlantiques i regionen Nouvelle-Aquitaine i sydvästra Frankrike. Kommunen ligger i kantonen Thèze som tillhör arrondissementet Pau. År 2022 hade Lasclaveries 248 invånare.

## Befolkningsutveckling
Antalet invånare i kommunen Lasclaveries
| Referens: INSEE |